# Jurnalism tabloid

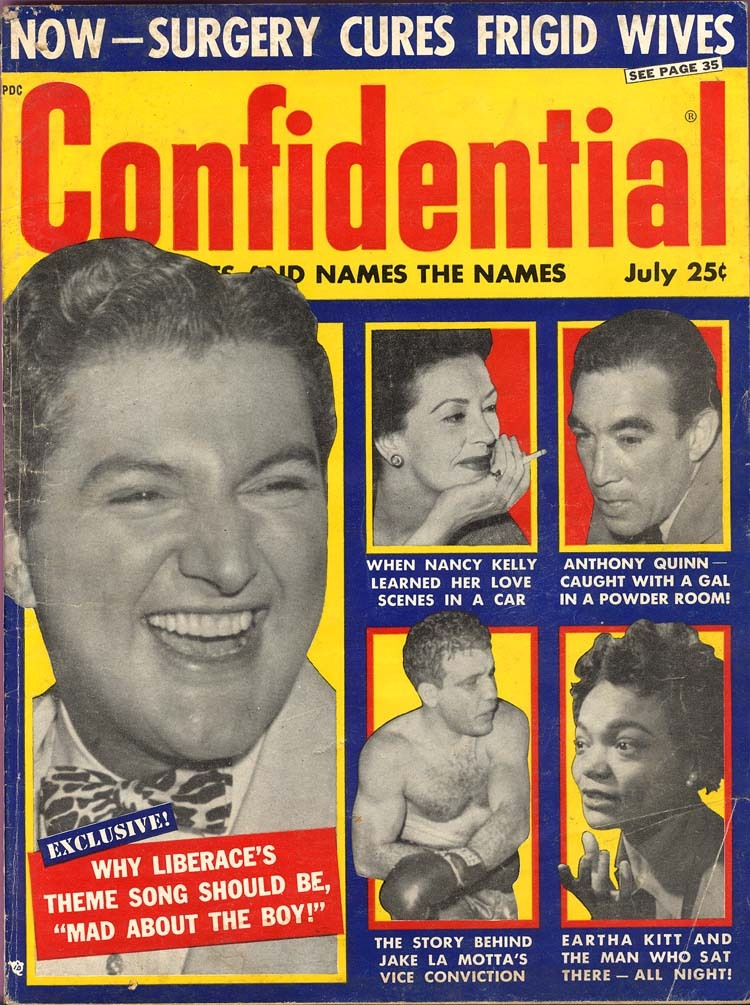
Ziarul tabloid Confidential din iulie 1957, aducând acuze de homosexualitate lui Liberace, și picanterii despre Eartha Kitt.

Jurnalismul tabloid este un stil de jurnalism care pune accentul pe povestirile criminale senzaționale, pe coloanele de bârfe despre celebrități și despre vedetele sportive, despre opinii politice extreme dintr-o perspectivă, știri despre junk food și astrologie. Deși este asociată cu ziarele de tip tabloid, nu toate ziarele asociate cu jurnalismul tabloid sunt de dimensiune tabloidă, și nu toate ziarele de tip tabloid se angajează în jurnalismul tabloid. Jurnalismul de tip tabloid se preocupă frecvent de zvonuri despre viața privată a celebrităților. În unele cazuri, celebritățile au dat în judecată pentru calomnie, demonstrând că poveștile de tip tabloid le-au defăimat. Un termen echivalent american este jurnalismul galben. Publicații notabile care participă la jurnalismul tabloidian includ National Enquirer, National Examiner și Globe în America de Nord; și Daily Mail, zilnic Express, Daily Mirror, zilnică de stele, înregistrări zilnice, Sunday Mail, Soarele și fosta știre a lumii în Regatul Unit.

## Descriere
În Statele Unite și Canada, "tabloidele de supermarketuri" sunt versiuni naționale mari ale acestor tabloide, publicate de obicei săptămânal. Acestea sunt numite pentru plasarea lor proeminentă de-a lungul liniilor de plată ale supermarketurilor. Tabloidele supermarket-urilor sunt deosebit de notorii pentru senzația de povestiri deasupra topului, ale căror fapte pot fi adesea pusă în discuție. [1] Aceste tabloide - cum ar fi The Globe și National Enquirer - utilizează adesea tactici agresive și, de obicei, plini de spirit, pentru a-și vinde problemele. Spre deosebire de ziarele obișnuite în format tabloid, tabloidele de supermarketuri sunt distribuite prin intermediul canalului de distribuție a revistelor, la fel ca și alte reviste săptămânale și cărți de hârtie de tip paper-market. Printre exemplele principale se numără The National Enquirer, Star, News World Weekly (ea însăși o parodie a stilului) și Soarele. Cele mai importante tabloide de supermarketuri din S.U.A. sunt publicate de American Media, Inc., inclusiv National Enquirer, Star, The Globe și National Examiner. Un eveniment major în istoria tabloidelor americane de supermarketuri a fost succesul procesului de calomnie al lui Carol Burnett împotriva National Enquirer (Carol Burnett vs. National Enquirer, Inc.), rezultat dintr-un raport fals din 1976 în The National Enquirer, și agitat într-o întâlnire publică cu secretarul de stat al SUA, Henry Kissinger. Deși impactul său este dezbătut pe scară largă, acesta este, în general, văzut ca un punct de cotitură semnificativ în relațiile dintre celebrități și jurnalismul tabloid, sporind dorința de celebrități de a da în judecată pentru calomnie în Statele Unite și oarecum atenuarea nesăbuinței tabloidelor americane. [3] [4] [5] [6] [7] [8] Alte celebrități au încercat să judece reviste tabloide pentru calomnie și calomnie, inclusiv Richard Simmons în 2017 [9] și Phil McGraw în 2016. [8] Atât McGraw, cât și Simmons au dat în judecată pe National Enquirer, dar numai McGraw a avut succes, câștigând 250 de milioane de dolari. Tabloidele pot plăti pentru povești. Pe lângă scufundările care ar trebui să fie povestiri de titlu, acest lucru poate fi folosit pentru a cenzura povesti care dăunează aliaților hârtiei. Cunoscut sub numele de "prinde și ucide", ziarele tabloid pot plăti pe cineva pentru drepturile exclusive la o poveste, apoi alege să nu o execute. Distribuitorul american Media a fost acuzat că a îngropat povestiri jenante față de Arnold Schwarzenegger, [11] Donald Trump, [12] și Harvey Weinstein. [13]
Ziarele tipărite în Marea Britanie, numite în mod colectiv "presa tabloidă", tind să fie simple și senzaționale scrise și să acorde mai multă importanță decât cele de la celebrități la celebrități, sport, povestiri de crimă și chiar hoții. De asemenea, aceștia iau poziții politice pe știri: ridiculizarea politicienilor, solicitarea demisiilor și prezicerea rezultatelor alegerilor. Termenul "topuri roșii" se referă la tabloidele britanice cu matiste roșii (termenul englez american este plăcuța de identificare), cum ar fi The Sun, Daily Star, Daily Mirror și Daily Record. [14] Având în vedere asocierea cu cuvântul "tabloid" din Marea Britanie, adesea nu se aplică ziarelor precum The Times sau The Independent care au adoptat formatul fizic al unui tabloid, care a fost în trecut foi mari.